# Jakov Ignjatovics
Jakov Ignjatović (szerbül: Јаков Игњатовић) (Szentendre, 1822. december 8. – Újvidék, 1889. július 5.) magyarországi szerb író.

## Életrajza

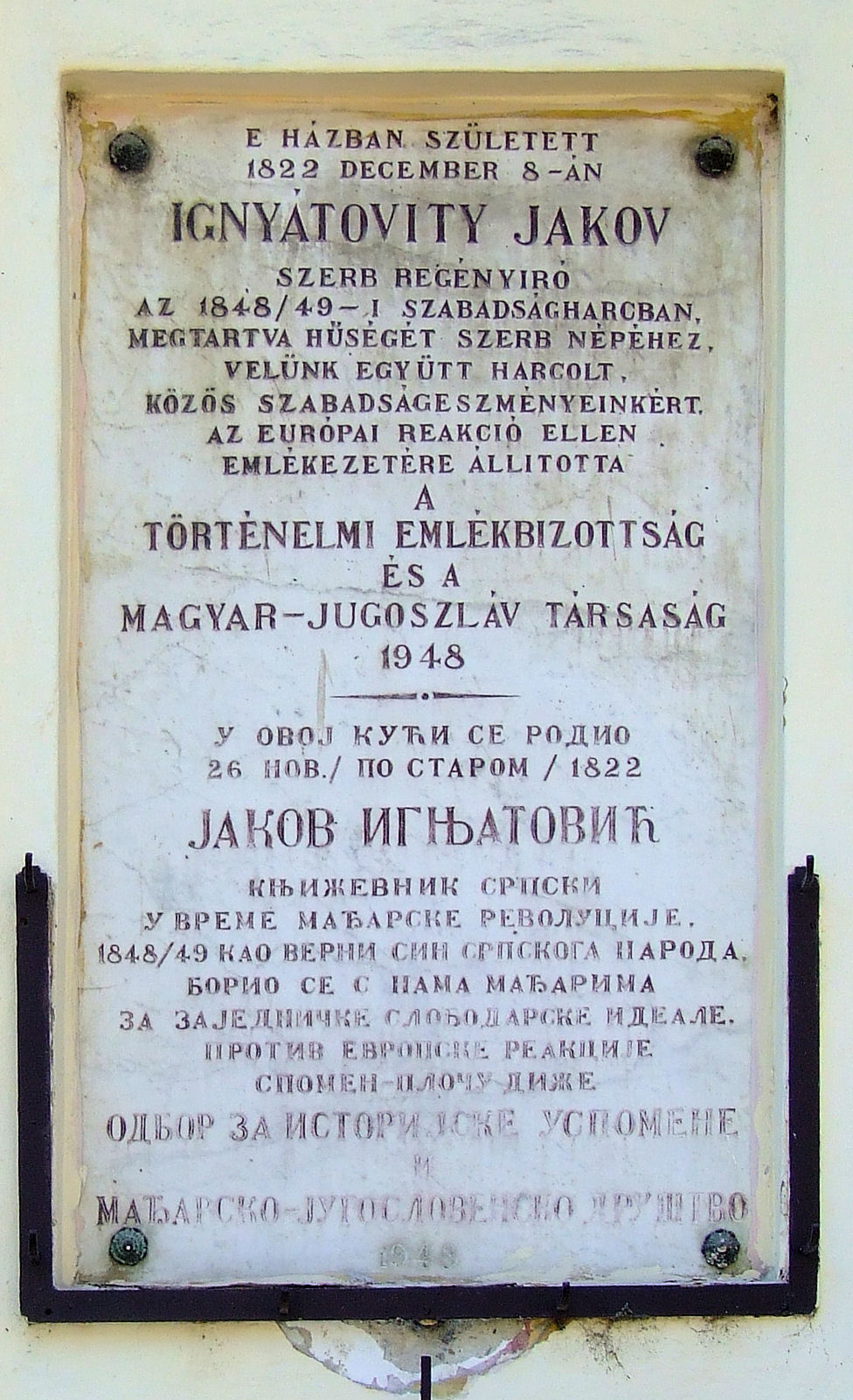
A kétnyelvű emléktábla a szerb realista irodalom atyjára, a szerbek Jókaijára emlékeztet

Szülővárosában végezte el az általános iskolát, a gimnáziumot Vácott, Esztergomban és Pesten. Jogot hallgatott Pesten, de a professzorokkal konfliktusba került és otthagyta az egyetemet. Ezután huszár lett. Rövid ideig ügyvéd volt. A magyar forradalom kitörésekor a magyarok oldalára állt, így annak bukása után Belgrádba menekült. 1850-ig élt itt, mint újságíró, majd világutazó lett. A Matica Srpska Letopis lapjának a szerkesztője volt 1854–56 között, majd nemzeti titkár lett Karlócán és főszónok Újvidéken. 1863–1879 között Dályán élt, ahol ügyvédként és hivatalnokként dolgozott. A magánkönyvtára ma is itt található.
Amikor Svetozar Miletić nemzeti pártja politikai harcot kezdett folytatni a magyarokkal Bécs ellen, Jakov Ignjatović aktívan részt vett ebben és kétszer megválasztották képviselőnek. Amikor a nemzeti párt elhagyta a magyarokat, Ignjatović, ellentétben a vajdasági szerbek többségével kiállt a magyar–szerb egyezmény mellett. Emiatt támadták a szerbek. Ignjatovićnak külön kellett élnie a szerb közösségtől egészen haláláig e véleménye miatt.
1888. január 23-án megválasztották a Szerb Királyi Akadémia tagjává, de egy év múlva Újvidéken meghalt.

## Művei
Jakov Ignjatović irodalmi munkássága akkor kezdődött, mikor a Letopis szerkesztője lett. Sok patrióta és történelmi művet írt, amelyek az akkori szerbeknek tetszett. Művei: Brankovics György, Királyi leszármazott és a befejezetlen Deli-Bakić; novellái: A nemzet vére és a Manzor és Džemila. Sok szociális regényt írt, ezzel a szerbek első ilyen stílusú írója volt. Legjobb regényei: Csodálatos világ, Régi és új mesterek, stb. Regényeiben humor és kaland is volt: 30 év Milan Harandžić életéből és a befejezetlen Srbadija.

## Emlékezete
Tiszteletére szülőházán emléktáblát helyeztek el 1948-ban.
Az író születésének 155. évfordulóján, 1977-ben a szülőház melletti kis téren elhelyezésre került az író portrészobra is, amely Janzer Frigyes alkotása.

## Magyarul
- Jakov Ignyátovityː Respektus Vásza. Regény; ford. Csuka Zoltán; Magyar-Jugoszláv Társaság, Bp., 1948